# فيتالي كازينتسيف
فيتالي كازينتسيف (4 يوليو 1981 بفولغودونسك في روسيا - ) هو لاعب كرة قدم روسي في مركز الدفاع. لعب مع باتي بوريسوف وتوربيدو جودينو ولوخ إينيرجيا فلاديفوستوك وFC Nizhny Novgorod (2007) ‏ وأولمبيا فولغوغراد ‏.

## وصلات خارجية
- فيتالي كازينتسيف على موقع Soccerway.com (الإنجليزية)